# Retablo de la Virgen (Sigena)
El retablo de la Virgen procedente del monasterio de Sigena (Aragón) es una obra de pintura al temple sobre tabla realizada entre 1367 y 1381 por un maestro anónimo que se ha identificado con Pere Serra o con Jaume Serra. Actualmente se conserva en el Museo Nacional de Arte de Cataluña con atribución a este.
La obra testimonia el desarrollo experimentado por el retablo a partir del segundo tercio del siglo XIV. En la tabla principal se representa a la Virgen María entronizada con el Niño y las santas Catalina de Alejandría y María Magdalena. 
La figura del comitente del retablo, es decir, quien lo ha encargado, se sitúa de rodillas a los pies de la Virgen y su identificación consta en una inscripción sobreañadida al hábito: FRA: FONTANER: D: GLRA: COMNADOR: D: SIXENA. Esta leyenda es una referencia importante para la historia del retablo ya que no se conoce ningún documento donde se aluda a su contratación ni a su pago. Fray Fontaner de Glera fue comendador de Sigena en una fecha posterior a 1363. Por tanto, Jaume y Pere Serra (especialmente este último) podrían haber sido los autores en el periodo 1363-1375, ya que Francesc Serra murió en 1362. Las doce escenas de las calles laterales tienen relación con los siete gozos de María, con historias evangélicas y de los Hechos de los Apóstoles desde la Anunciación a la Coronación de María y se rematan con el Gólgota en el ático.

## Predela
En cuanto a la predela, cuatro milagros eucarísticos acompañan la representación central de la Última Cena. En las pinturas dedicadas a los milagros eucarísticos se puede observar la expresión de un mensaje explícito a través de la imagen que alude a la consideración negativa que la sociedad medieval tenía del pueblo judío y a su relación con la ira divina, concretada en los sucesivos rebrotes de la peste de aquellos años y en la hambruna.